# Моултон (Алабама)
Моултон (англ. Moulton) — город в округе Лоренс, штат Алабама, входит в метрополитенский ареал Декейтера, а также в объединённый статистический округ Хантсвилл — Декейтер. Хотя город был зарегистрирован в 1819 году вместе со своим соперником Кортлендом, чтобы побороться за звание центра округа, он впервые появился в списках переписи населения США только в 1900 году. По данным переписи 2010 года, население города составляет 3 471 человек, что является рекордно высоким показателем. Город является окружным центром округа Лоренс с 1820 года. Он является крупнейшим населённым пунктом округа с момента переписи населения США 1920 года.

### История
К тому времени, когда в 1819 году Алабама стала штатом, на месте нынешнего Моултона был построен постоялый двор, который обслуживал мигрантов, прибывавших по различным путям, проходившим через этот район. Вскоре после того, как Алабама обрела статус штата, Моултон и Кортленд (к северу) зарегистрировали свои города и боролись за место в округе Лоренс. Губернатор Томас Бибб отдал место Мултону, как наиболее центрально расположенному из двух округов. Город назван в честь лейтенанта Майкла Мултона, солдата, погибшего во время сражения под командованием генерала Эндрю Джексона в битве при Хорсшу-Бенд в 1814 году.

### География
Город сосредоточен вдоль шоссе штата Алабама 33 к юго-западу от Декейтера. Трасса штата Алабама 24 проходит через северную часть города, а трасса штата Алабама 157 — через его восточную часть. К юго-западу от Моултона находится Национальный лес имени Уильяма Б. Бэнкхеда.
По данным Бюро переписи населения США, общая площадь города составляет 15 км².

### Климат
Согласно климатической классификации Кёппена, в Моултоне влажный субтропический климат (сокращенно Cfa).

## Перепись населения 2020 года
| Расы                             | Количество | Проценты |
| -------------------------------- | ---------- | -------- |
| Белый (неиспаноязычный)          | 2474       | 72,81 %  |
| Афроамериканцы                   | 416        | 12,24 %  |
| Коренные американцы              | 99         | 2,91 %   |
| Азиаты                           | 20         | 0,59 %   |
| Жители тихоокеанских островов    | 1          | 0,03 %   |
| Две расы и более                 | 223        | 6,56 %   |
| Латиноамериканцы и Испаноязычные | 165        | 4,86 %   |

По данным переписи населения США 2020 года, в городе проживало 3 398 человек, 1 457 домохозяйств и 815 семей.

## Перепись населения 2010 года
По данным переписи 2010 года, в городе проживали 3 471 человек, 1 482 домохозяйства и 912 семей. Плотность населения составляла 552,1 жителя на 213,2 км². Имелось 1 486 единиц жилья при средней плотности 251,7 на 97,2 км². Расовый состав города состоял из 78,2 % белых, 13,1 % афроамериканцев, 4,1 % коренных американцев, 0,4 % азиатов, 0,2 % представителей других рас и 4,1 % представителей двух или более рас. 1,6 % населения были испаноговорящими или латиноамериканцами любой расы.
В городе насчитывалось 1 482 домохозяйства, из которых в 25,4 % проживали дети в возрасте до 18 лет, 43,7 % составляли супружеские пары, 14,0 % — женщины, не имеющие мужа, и 38,5 % — несемейные домохозяйства. 36,1 % всех домохозяйств состояли из отдельных лиц, а в 18,1 % проживал один человек в возрасте 65 лет и старше. Средний размер домохозяйства составлял 2,19, а средний размер семьи — 2,84.
В городе население было распределено по возрасту: 20,7 % составляли лица моложе 18 лет, 7,6 % — от 18 до 24 лет, 26,7 % — от 25 до 44 лет, 23,1 % — от 45 до 64 лет и 21,8 % — в возрасте 65 лет и старше. Медианный возраст составил 41 год. На каждые 100 женщин приходилось 81,7 мужчин. На каждые 100 женщин в возрасте 18 лет и старше приходилось 77,2 мужчины.
Медианный доход домохозяйства в городе составлял $32 639, а медианный доход семьи — $49 243. Средний доход мужчин составил $52 279, а женщин — $30 000. Доход на душу населения в городе составлял $20 696. Около 8,3 % семей и 15,8 % населения находились за чертой бедности, включая 23,9 % лиц моложе 18 лет и 15,2 % лиц в возрасте 65 лет и старше.

## Средства массовой информации
В Моултоне работает одна радиостанция, WALW-LP (97,9 FM). Единственная газета округа, The Moulton Advertiser, выходит в Моултоне.